# Chełmek-Osada
Chełmek-Osada (dawniej Chełmek) – osada w Polsce położona w województwie pomorskim, w powiecie nowodworskim, w gminie Stegna, nad rzeką Szkarpawą.
W latach 1975–1998 miejscowość administracyjnie należała do województwa elbląskiego.
Inne miejscowości o nazwie: Chełmek, Chełmek Wołowski